# Hister impunctatus
Hister impunctatus är en skalbaggsart som beskrevs av Masayuki Osawa 1952. Hister impunctatus ingår i släktet Hister och familjen stumpbaggar. Inga underarter finns listade i Catalogue of Life.